# کاریزولو
کاریزولو (به ایتالیایی: Carisolo) یک کومونه در ایتالیا است که در ترنتینو واقع شده‌است.

## خصوصیات
کاریزولو ۲۴٫۷ کیلومترمربع مساحت و ۹۳۶ نفر جمعیت دارد.